# گوئن فرانگکون دیویس
گوئن فرانگکون دیویس (به انگلیسی: Gwen Ffrangcon Davies) (زاده ۲۵ ژانویه ۱۸۹۱ - درگذشته ۲۷ ژانویه ۱۹۹۲) بازیگر انگلیسی است.
وی در سال ۱۹۹۱ میلادی رتبه امپراتوری بریتانیا را به مناسب تولد صد سالگی‌اش دریافت کرد.
او هیچگاه ازدواج نکرد.
وی دو روز پس از تولد ۱۰۱ سالگی اش درگذشت.

## بخشی از فیلمشناسی
از فیلم‌ها یا برنامه‌های تلویزیونی که وی در آن نقش داشته‌است می‌توان به آثار زیر اشاره کرد.
- جادوگران (فیلم ۱۹۶۶) (۱۹۶۶)
- تاب‌آوردن شیطان (۱۹۶۸)